# 河原医療大学校
河原医療大学校（かわはらいりょうだいがっこう）は、学校法人河原学園が運営している医療系の専門学校。

## 所在地
- 愛媛県松山市花園町3-6

## 設置学科
- 看護学科（3年制 男女）
- 理学療法学科（4年制 男女）
- 作業療法学科（3年制 男女）
- 歯科衛生学科（3年制 女子）
- 歯科技工学科（2年制 男女）
- 診療情報管理学科（３年制 男女）※2016年4月より医療クラーク学科から変更。より高度な医療事務の資格取得が可能に。

以前設置されていた学科
- 医療クラーク学科（2年制 男女）※2013年4月にグループ校である大原簿記公務員専門学校愛媛校 医療ビジネスコースより移設。

## 沿革
- 2007年 - 愛媛医療専門大学校　開校。
- 2010年 - 歯科衛生学科と歯科技工学科を新設。
- 2011年 - 河原医療大学校に改称。
- 2014年3月 - 文部科学大臣より『職業実践専門課程』に認定される。
- 2017年4月 - 人間環境大学松山看護学部設置に伴い、看護学科の定員を80人→40人に半減、修学年数も4年→3年に短縮。

## 主な資格取得
- 看護師国家資格受験資格
- 理学療法士国家資格受験資格
- 作業療法士国家資格受験資格
- 歯科衛生士国家資格受験資格
- 歯科技工士国家資格受験資格
- 診療情報管理士受験資格（民間資格）

## 周辺
- 愛媛県美術館
- 愛媛県立図書館
- 松山市民会館
- 東京第一ホテル松山
- NHK松山放送局
- 伊予鉄髙島屋

## アクセス
- 鉄道
  - 伊予鉄道南堀端駅から徒歩で約2分。
  - 伊予鉄道松山市駅から徒歩で約3分。
- バス
  - 伊予鉄バス南堀端停留所から徒歩で約3分。